# Корендейк
Корендейк (нидерл. Korendijk) — община в провинции Южная Голландия (Нидерланды).

## История
Община была образована 1 января 1984 года путём слияния общин Гаудсвард, Ньив-Бейерланд, Пирсхил и Зёйд-Бейерланд, под юрисдикцию общины был также передан остров Тингеметен.